# Kim A. Snyder

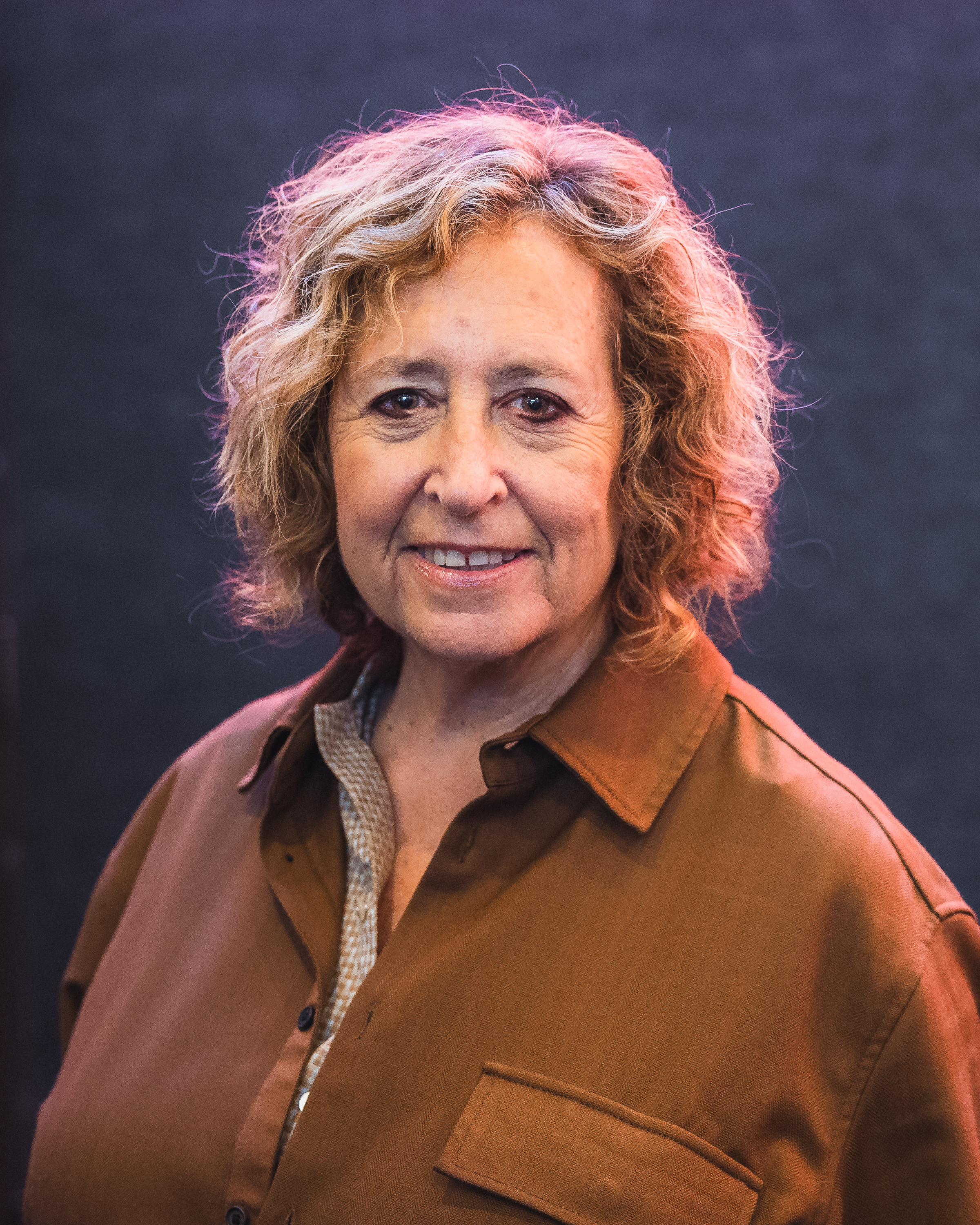
Kim Snyder beim SIFF 2025

Kim A. Snyder (* im Bucks County, Pennsylvania) ist eine US-amerikanische Filmregisseurin, Filmproduzentin, Drehbuchautorin und Filmemacherin. Der Kurz-Dokumentarfilm Death by Numbers brachte ihr 2025 eine Oscar-Nominierung ein.

## Leben
Snyder wurde im Bucks County als Tochter künstlerisch interessierter Eltern geboren; ihr Vater ist Maler und Bildhauer, ihre Mutter und ihr Bruder betreiben eine Kunstgalerie in Manhattan, und ihre Schwester Jill Snyder war Direktorin des Museum of Contemporary Art Cleveland.
Sie erhielt 1983 einen Bachelor-Abschluss der George Washington University und 1986 einen Master-Abschluss in Internationalen Angelegenheiten von der Johns Hopkins School of Advanced International Studies. Danach arbeitete sie einige Zeit im internationalen Handel und war als Autorin für das Branchenblatt der Unterhaltungsindustrie Variety tätig. Mit Beginn der 1990er Jahre engagierte Snyder sich in der Filmbranche als internationale Filmberaterin und Vertreterin der US-Produzenten in Europa. Ein besonderes Anliegen war ihr dabei, Film als Medium zur Förderung sozialer Veränderungen einzusetzen. Snyder selbst führt ihren Einstieg ins Filmgeschäft auf ihre Neugier zurück. Einige Zeit repräsentierte sie Filme in Osteuropa und schaffte sodann den Durchbruch im Produktionsbereich innerhalb der Indie-Filmindustrie. So arbeitete sie als Associate Producerin für den 1994 mit dem Oscar ausgezeichneten Kurzfilm Trevor, der die Geschichte eines schwulen, selbstmordgefährdeten Teenagers erzählt.
Im Jahr 2000 führte Snyder Regie, produzierte und schrieb den Film I Remember Me. Dieser Film war ihr Debütfilm im Bereich biografischer Dokumentarfilm. Darin geht es um ihre eigene Geschichte eines chronischen Erschöpfungssyndroms, das man bei ihr diagnostiziert hatte. Snyder ist Mitglied des Zulassungsausschusses für das Graduate Film Programm an der Tisch School of the Arts der New York University sowie Mitbegründerin der BeCause Foundation, die sich zum Ziel gesetzt hat, das Leben von Kindern zu verbessern. Im Zuge dessen produzierte Snyder drei Kurzfilme, nämlich Alone No Love (2007), One Bridge to the Next (2008) und Crossing Midnight (2009), um das Bewusstsein für Themen wie sexuellen Kindesmissbrauch, Gesundheitsversorgung, Obdachlosigkeit und Integration von Flüchtlingen zu schärfen. In Alone No Love werden die Probleme thematisiert, mit denen Ärzte, Staatsanwälte, Polizeibeamte und Sozialarbeiter in Chicago konfrontiert sind, wenn sie sich mit Fällen von sexuellen Kindesmissbrauch auseinandersetzen müssen. Der Film One Bridge to the Next konzentriert sich großteils auf die Operation Safety Net, eine Organisation, die Obdachlosen Wege aufzeigt, in den Genuss von medizinischer Versorgung zu gelangen. In Crossing Midnight wird der Kampf von Flüchtlingen aus Burma dokumentiert und auch der derjenigen, die ihnen helfen wollen.
Ein weiterer Film, den Snyder produzierte und bei dem sie Regie führte, ist der Kurzfilm Duke Riley Goes to China, der 2015 beim International ShortFest Premiere hatte. Der Film berichtet über den Künstler Duke Riley aus Brooklyn, der sich mit den zwölf chinesischen Tierkreiszeichen beschäftigt. In ihrem Dokumentarfilm Us Kids von 2020 geht es um Schüler der Marjory Stoneman Douglas High School in Florida, in dem Schüler sich gegen Waffen aussprechen, nachdem an ihrer Schule bei einer Massenschießerei 17 Menschen getötet wurde. Der Film wurde vielfach ausgezeichnet.
Der Kurz-Dokumentarfilm Death by Numbers von Snyder hatte im Herbst 2024 Premiere beim Hamptons International Film Festival. Darin geht es um die Überlebende eines Amoklaufs an einer Schule und deren Kampf, ihr Leben zurückzugewinnen. Für und mit diesem Film ist Snyder gemeinsam mit der Produzentin Janique L. Robillard in der Kategorie „Bester Dokumentar-Kurzfilm“ für einen Oscar nominiert.

## Filmografie (Auswahl)
- 1994: Trevor (Kurzfilm; assoziierte Produzentin)
- 2000: I Remember Me (Drehbuch, Produzentin, Regie)
- 2007: Alone No Love (Kurzfilm; Produzentin)
- 2008: One Bridge to the Next (Kurzfilm; Produzentin, Regie)
- 2009: Crossing Midnight (Kurzfilm; Produzentin, Regie)
- 2009: Welcome to Shelbyville (Produzentin, Regie)
- 2011: Independent Lens (Fernsehserie, eine Folge; Produzentin, Regie)
- 2015: Duke Riley Goes to China (Kurzfilm; Produzentin, Regie)
- 2016: Newtown (Regie)
- 2017: We Are All Newtown (Video; Produzentin, Regie)
- 2018: Erkenntnisse aus einem Schulmassaker: Briefe aus Dunblane (Notes from Dunblane: Lesson from a School Shooting; Kurzfilm; Produzentin, Regie)
- 2019: The Last Mile (Kurzfilm; Regie)
- 2020: Us Kids (Produzentin, Regie)
- 2024: Death by Numbers (Kurzfilm; Produzentin, Regie)
- 2025: The Librarians (Produzentin, Regie)

## Auszeichnungen
Hamptons International Film Festival 2000
- Gewinnerin Golden Starfish Award – Honorable Mention in der Kategorie „Bester Dokumentarfilm/Video“ für und mit I Remember Me

Aspen Shortsfest 2008
- Gewinnerin Audience Award für und mit One Bridge to the Next

Cleveland International Film Festival 2016
- Nominiert für den Nesnady and Schwartz Dokumentar-Wettbewerbsbeitrag in der Kategorie „Beste Dokumentation“ für und mit Newtown

SXSW Film Festival 2016
- Nominiert für den SXSW Gamechanger Award für und mit Newtown

Sundance Film Festival 2016/2020
- Nominiert für den Grand Jury Prize in der Kategorie „Dokumentation“ für und mit Newtown
- Nominiert für den Grand Jury Prize in der Kategorie „Dokumentation“ für und mit Us Kids

Tribeca Film Festival 2018
- Nominiert für den Grand Jury Prize in der Kategorie „Dokumentarfilm“ für und mit Us Kids
- Gewinnerin in der Kategorie „Bester Dokumentar-Kurzfilm“ für und mit Erkenntnisse aus einem Schulmassaker: Briefe aus Dunblane

Miami Film Festival 2020
- Nominiert für den Knight Documentary Achievement Award in der Kategorie „Beste Dokumentation“ für und mit Us Kids
- Nominiert für den Knight Made in MIA Feature Film Award für und mit Us Kids

Sarasota Film Festival 2020
- Nominiert für den Jury Prize in der Kategorie „Bester Dokumentarfilm in einem Wettbewerb“ für und mit Us Kids

Bergen International Film Festival 2020
- Nominiert für den Checkpoints Award für und mit Us Kids

Crested Butte Film Festival 2020
- Gewinnerin Festival Award in der Kategorie „Beste Dokumentation im Wettbewerb“ für und mit Us Kids

Boulder International Film Festival 2020
- Gewinnerin des Impact Film Award für und mit Us Kids

Full Frame Documentary Film Festival 2020
- Gewinnerin des Kathleen Bryan Edwards Award for Human Rights für und mit Us Kids

Woodstock Film Festival 2024
- Nominiert in der Kategorie „Bester Dokumentar-Kurzfilm“

Montclair Film Festival (MFF) 2020/2024
- Gewinnerin Bruce Sinofsky Prize in der Kategorie „Bester Dokumentarfilm Zukunft“ für und mit Us Kids
- Gewinnerin in der Kategorie „Beste Kurzfilm-Dokumentation im Wettbewerb“ für und mit Death by Numbers

Oscarverleihung 2025
- Oscarnominierung gemeinsam mit Janique L. Robillard in der Kategorie „Bester Dokumentar-Kurzfilm“ für und mit Death by Numbers